# Rochdale One (navire)
Pour les articles homonymes, voir Rochdale (homonymie).
Le Rochdale One est un navire de croisière construit en 1977 par les chantiers Dubigeon de Nantes pour la compagnie Soviet Danube Shipping. Il est mis en service au printemps 1977 sous le nom de Ayvazovskiy. Lorsque l’URSS est dissoute en 1991, il est transféré à la compagnie Ukrainian Danube Shipping. En 1996, il est affrété par la compagnie Phoenix Reisen et est renommé Karina. Il conserve ce nom jusqu’à sa vente à la compagnie Transkruiz en 2000. L’année suivante, il est arrêté à Limassol à cause des problèmes financiers de la compagnie. Il y reste jusqu’en 2004, lorsqu’il est vendu à la compagnie Kyprosun Holdings qui l’envoie à Perama pour le transformer en navire-hôtel. Il est ensuite amené à Amsterdam pour servir dans cette nouvelle fonction. En 2009, il est fermé, puis remorqué à Gravendal en 2011 et désarmé. L’année suivante, il est vendu à la casse et remorqué jusqu’à Aliağa où il est détruit en 2013,.

## Histoire
Le Rochdale One est un navire de croisière construit en 1977 par les chantiers Dubigeon de Nantes pour la compagnie Soviet Danube Shipping. Il est mis en service au printemps 1977 sous le nom de Ayvazovskiy.
Lorsque l’URSS est dissoute en 1991, il est transféré à la compagnie Ukrainian Danube Shipping. En avril 1996, il est affrété par la compagnie Phoenix Reisen pour 4 mois et est renommé Karina. Il conserve ce nom jusqu’à sa vente à la compagnie Transkruiz en 2000.
L’année suivante, il est arrêté à Limassol à cause des problèmes financiers de la compagnie. Il y reste jusqu’en 2004, puis il est vendu à la compagnie Kyprosun Holdings qui l’envoie à Perama pour le transformer en navire-hôtel. Il est ensuite amené à Amsterdam pour servir dans cette nouvelle fonction.
En 2009, il est fermé, puis remorqué à Gravendal en 2011 et désarmé. L’année suivante, il est vendu à la casse et remorqué jusqu’à Aliağa où il est détruit en 2013,.